# Arenaways
Arenaways è un'impresa ferroviaria privata italiana operante nel settore del trasporto passeggeri e merci, inizialmente attiva tra il 2010 e il 2012 e poi nuovamente in attività dal 2024 come Arenaways - Longitude Holding.

## Settori di attività

### Prima gestione (2006-2011)

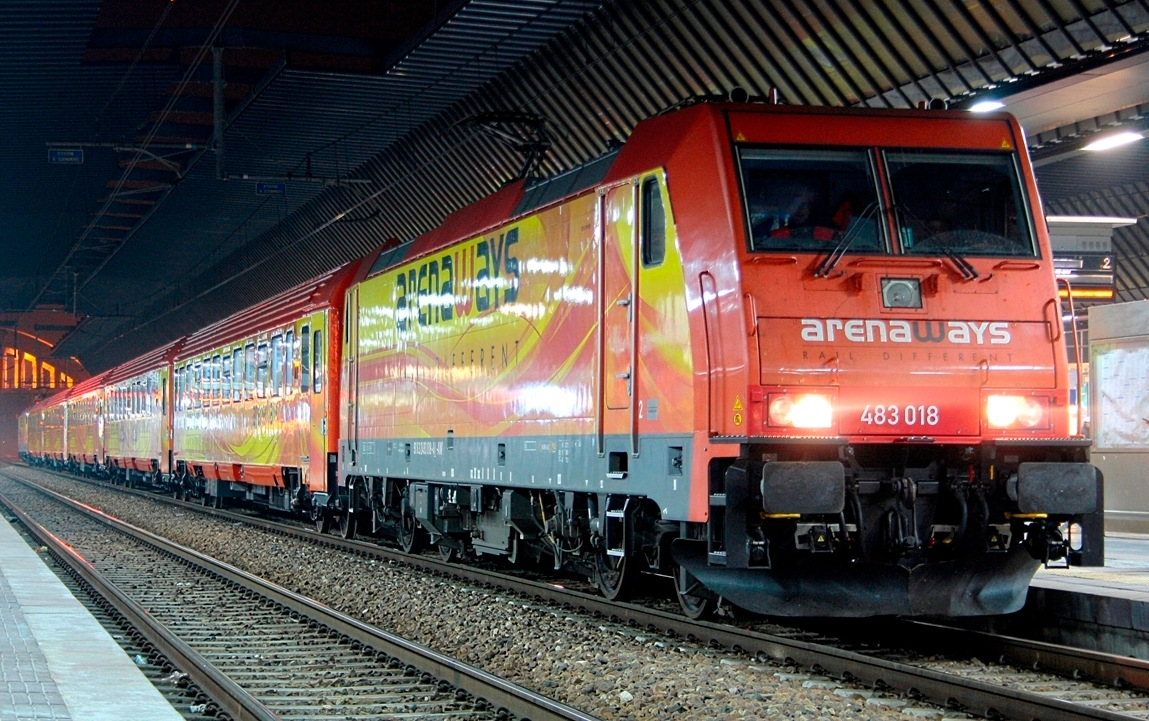
Un convoglio Arenaways in sosta a Milano Rogoredo

I certificati rilasciati dall'Agenzia Nazionale per la Sicurezza delle Ferrovie (ANSF) hanno autorizzato Arenaways a far circolare i propri treni su diverse linee del nord Italia; la società organizzò la propria offerta dapprima operando come semplice impresa ferroviaria con servizi di formazione, verifica, condotta e scorta verso operatori stranieri che offrivano servizi in Italia e successivamente come operatore passeggeri con treni organizzati in proprio.
Nel 2012 Arenaways annunciò inoltre un'offerta di servizi nazionali notturni da Torino a Reggio Calabria e da Torino a Bari con comunicato secondo il quale il servizio avrebbe utilizzato composizioni spagnole di treni Talgo trainate da locomotive E.189, con l'offerta che si sarebbe articolata su due livelli, Dream e Relax, con possibilità di auto al seguito. Tale servizio non fu mai impostato, né attivato.

#### Trazione di treni internazionali
Arenaways ebbe in carico la trazione in territorio italiano dei convogli di alcuni servizi internazionali con auto al seguito (Autozug, in lingua tedesca, e AutoSlaap, in lingua olandese):
- per conto delle Deutsche Bahn (DB), con capolinea ad Alessandria e a Trieste Centrale da e verso le città tedesche di Amburgo, Hannover, Francoforte e Düsseldorf[3];
- per conto dell'olandese Euro Express Train Charter (EETC), tra la città olandese di 's-Hertogenbosch e quelle italiane di Alessandria e Livorno[4].

#### Servizio interregionale
Il servizio interregionale prevedeva due coppie di corse al giorno tra Torino Lingotto e Milano Porta Garibaldi con una sola fermata intermedia a Torino Porta Susa. L'offerta nei giorni festivi era dimezzata.
Nell'estate 2011 si aggiunse una coppia di corse tra Santhià e Livorno Centrale, con fermate intermedie a Chivasso, Torino Porta Susa, Torino Lingotto, Asti, Alessandria, Genova Brignole, Levanto, Monterosso, Vernazza, Corniglia, Manarola, Riomaggiore, La Spezia Centrale e Pisa San Rossore, concepita per i flussi turistici da e per le Cinque Terre.

### Seconda gestione (dal 2024)

#### Servizio regionale
Nel marzo 2024 la Regione Piemonte, tramite l'Agenzia della Mobilità Piemontese, annunciò l'affidamento dei collegamenti ferroviari sulle linee sospese Cuneo-Saluzzo-Savigliano e Ceva-Ormea alla società Arenaways con un contratto di 10 anni a partire dal gennaio 2025 e l'impiego di un parco di autotreni Pesa ATR 220.

#### Servizio Charter
Arenaways ha pubblicato sul suo sito internet che, a partire da Gennaio 2025,  è disponibile un servizio denominato "Noleggia Treno" che prevede la possibilità di noleggiare un treno del parco per iniziative private o di trasporto in base alla disponibilità normativa e di tracce orarie.

#### Intercity
Nel settembre 2023, Arenaways presentò all'Autorità di regolazione dei trasporti la richiesta per operare collegamenti di tipo Intercity su alcune linee a lunga percorrenza italiana con inizio dei collegamenti nel dicembre 2025. L'autorizzazione fu rilasciata nel marzo 2024.

## Storia

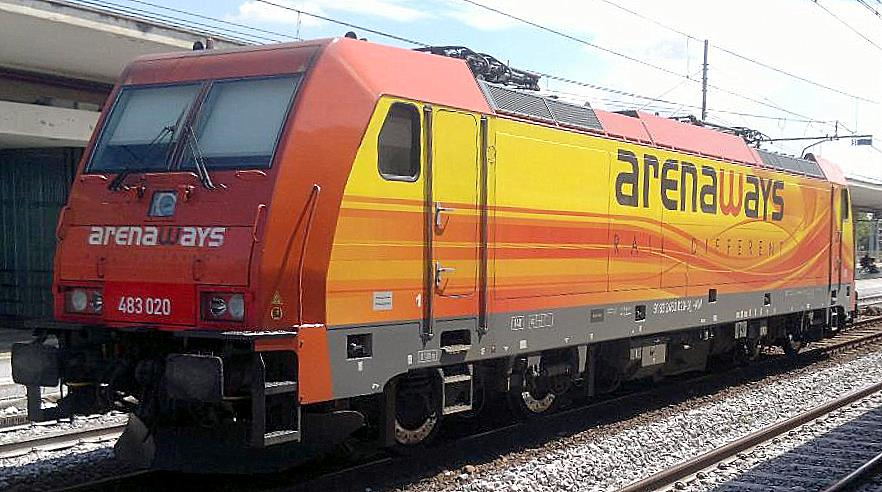
La locomotiva E.483.020 di Arenaways

La società venne fondata a Torino nel 2006 da Giuseppe Arena, un ex capo stazione delle Ferrovie dello Stato, con l'obiettivo di svolgere, in virtù della prospettata liberalizzazione ferroviaria, un servizio ferroviario passeggeri alternativo a quello offerto dalla statale Trenitalia sulle direttrici regionali fra Piemonte e Lombardia.
Il 3 aprile 2010 iniziò l'operatività dell'impresa con la trazione e scorta del servizio internazionale con auto al seguito (Autozug, in lingua tedesca) fra diverse città tedesche e la stazione di Alessandria, svolto dalle Deutsche Bahn (DB). Il 5 giugno fu attivato un ulteriore collegamento dello stesso tipo tra Amsterdam e stazione di Alessandria, denominato AutoSlaap in quanto svolto dalla Euro Express Train Charter (EETC). Dal 3 luglio venne avviato un ulteriore AutoSlaap su stazione di Livorno Centrale.
All'inizio del 2010 Arenaways annunciò un'offerta di corse ferroviarie lungo le direttrici ferroviarie tra Milano e Torino. In particolare i suoi convogli avrebbero percorso in entrambi i sensi di marcia un anello a servizio delle seguenti stazioni: Milano Porta Garibaldi, Rho Fiera Milano, Novara, Vercelli, Santhià, Torino Porta Susa, Torino Lingotto, Alessandria, Asti, Pavia, Milano Rogoredo, tornando quindi a Milano Porta Garibaldi
Tale servizio fu presentato come un'alternativa a quelli svolti da Trenitalia che su tale tratta operava sia corse sussidiate nell'ambito dei contratti di servizio stipulati con le regioni Piemonte e Lombardia che relazioni a lunga percorrenza senza fermate intermedie. La società alessandrina propose di svolgere il proprio servizio con corse simili a quelle degli InterCity di Trenitalia, con prenotazione del posto obbligatoria.
Nei primi giorni di novembre del 2010, l'Ufficio per la Regolazione dei Servizi Ferroviari (URSF) del Ministero delle Infrastrutture e dei Trasporti espresse un parere contrario al servizio proposto da Arenaways, sostenendo che quello che la società avrebbe voluto espletare tra Milano e Torino fosse più simile a un servizio regionale, piuttosto che a uno InterCity. Secondo l'URSF, infatti, il servizio della società piemontese, prevedendo fermate intermedie tra i due capoluoghi di regione, avrebbe compromesso l'equilibrio economico del contratto di servizio di Trenitalia. Per tale motivo, l'offerta venne rielaborata eliminando le fermate intermedie fra i due capoluoghi e utilizzando solo il percorso settentrionale dell'anello, quello passante per la stazione di Novara; la categoria di servizio assegnata alle corse Arenaways da Rete Ferroviaria Italiana (RFI) fu quella di "regionale".
Dopo aver subito diversi rinvii tra la primavera e dell'autunno del 2010, tale servizio iniziò il 15 novembre del medesimo anno.
Il promotore di Arenaways, Giuseppe Arena, aveva già in passato condotto esperienze analoghe sulla scia della graduale apertura al mercato da parte di soggetti privati, pur con iniziative di scarso successo.
Nel 2001 fondò l'impresa ferroviaria Strade Ferrate del Mediterraneo (SFM), che avrebbe dovuto sviluppare traffici merci ma la cui licenza fu trasferita tre anni dopo alle Deutsche Bahn.
Ancora prima aveva promosso iniziative di turismo ferroviario costituendo nel 1990 la società Italy Express, per l'esercizio di una carrozza ristoro, liquidata cinque anni dopo e ricostituita come Rail Service con la quale venivano promosse e vendute su Internet crociere ferroviarie che si sarebbero dovute svolgere con un convoglio ex TEE DB 601; anche tale iniziativa fallì senza aver mai effettuato alcun viaggio; il convoglio in questione non fu mai omologato per la circolazione in Italia.
All'inizio del 2011, le prime rilevazioni del volume di passeggeri trasportati dal servizio sulla Torino-Milano riportarono una media giornaliera di circa centodieci utenti e una media settimanale oscillante tra gli ottocento e i millecento. A detta della società il modesto risultato "fu causato dalle decisioni dell'URSF e dalla scomodità delle tracce orarie rilasciate da Rete Ferroviaria Italiana" Nel periodo compreso fra il 18 giugno e il 4 settembre l'impresa ferroviaria decise di dunque sopprimere il servizio Torino–Milano nei giorni festivi e prefestivi. Nello stesso periodo espletò un collegamento Santhià – Livorno Centrale.
A seguito della presentazione di istanza fallimentare da parte di alcuni soci avvenuta alla fine di luglio, il 1º agosto il tribunale di Torino nominò un curatore fallimentare nella persona di Leonardo Marta. La procedura fallimentare si concluse il 2 dicembre, quando il giudice, dopo il parere favorevole del curatore, depositò la sentenza che autorizzò la cessione di Arenaways a una cordata di imprenditori formata da Cape srl, da Ambrogio Trasporti e dallo stesso Arena. Nel marzo dell'anno seguente, la Cape vendette le sue quote a una finanziaria torinese.
Nell'aprile seguente nacque una nuova cordata, la Go Concept srl, con lo scopo di acquistare la proprietà di Arenaways, formata dalle seguenti aziende e persone fisiche:
- Del Gatto srl, impresa calzaturiera avente il 67% del capitale sociale della nuova cordata;
- la Railway BW, azienda austriaca operante nel settore del consulting ferroviario, che possiede il 20% delle quote;
- l'Ambrogio Trasporti, impresa di trasporti e logistica intermodale che possedette il 10% del capitale sociale;
- Giuseppe Arena, con il 3% di capitale e con il ruolo di Amministratore Delegato della cordata[30].

La Go Concept acquistò Arenaways offrendo cinque milioni di euro e superando di 500 000 euro l'offerta precedente, avanzata dalla cordata "Strade Ferrate Alta Italia".
Il 25 luglio 2012, in merito alla questione relativa al servizio Torino-Milano, l'Autorità Garante della Concorrenza e del Mercato (AGCM) decise di multare Ferrovie dello Stato, Trenitalia e RFI per abuso di posizione dominante al fine di ostacolare un nuovo entrante. In particolare, FS e RFI furono sanzionate in quanto avevano dilazionato l'assegnazione delle tracce ad Arenaways per oltre diciotto mesi dalla richiesta iniziale, mentre Trenitalia e la holding FS, per aver fornito informazioni errate all'URSF tali da far negare alla società alessandrina le fermate intermedie per il suo servizio Torino – Milano.
Il 26 aprile 2013, l'ANSF revocò il certificato di sicurezza che la Go Concept aveva ereditato dalla Arenaways. In un'intervista del maggio 2013, Giuseppe Arena si dichiarava fiducioso di riuscire a pagare tutti i debiti e a ripartire con l'attività. Tuttavia, il 26 settembre 2013 il Tribunale di Torino dichiarò il fallimento anche di Go Concept Srl.
Il 27 marzo 2014 la 1ª sezione del TAR del Lazio annullò il provvedimento n. 23770 del 25 luglio 2012 dell'Autorità garante della concorrenza e del mercato, che aveva sanzionato le Ferrovie dello Stato, Trenitalia e RFI per abuso di posizione dominante nei confronti di Arenaways.
Il 10 gennaio 2017 fu pubblicato un avviso per la vendita all'asta di sei carrozze, di cui due dotate di area servizi e bar, partendo da una base d’asta di 1,1 milioni di euro. Dopo pochi giorni, in risposta ai rincari degli abbonamenti ferroviari dei treni ad alta velocità della linea Milano-Torino la giunta comunale di Torino ipotizzò di avvalersi di ArenaWays per offrire un'alternativa a prezzi migliori per i viaggiatori.
Con una sentenza depositata il 5 febbraio 2021, il Consiglio di Stato riformò la sentenza del TAR a favore dell'AGCM, stabilendo che Trenitalia e RFI attuarono comportamenti anticoncorrenziali nei confronti di Arenaways. La sentenza fu poi confermata dalla Corte di Cassazione il 13 febbraio 2023.
Il marchio Arenaways è ora di proprietà della società Longitude Holding S.r.l. di Torino, che oltre ad Arena conta al proprio interno le aziende Caronte & Tourist SpA e Generale Costruzioni Ferroviarie SpA assieme ad una cooperazione con le ferrovie spagnole Renfe, che hanno acquisito una quota del 33% della società
Dal 27 gennaio 2025 ha ripreso il servizio commerciale riaprendo al traffico passeggeri la linea Cuneo-Saluzzo-Savigliano.

## Certificazioni
Il 26 agosto 2009 l'ANSF rilasciò ad Arenaways il Certificato di sicurezza n. 28/2009, mentre il 24 marzo 2010 lo stesso ente rilasciò il n. 50/2010. Il 24 giugno successivo fu rilasciato un ulteriore certificato di sicurezza, il numero 62, che estese l'esercizio fino a Livorno. L'azienda divenne inoltre membro dell'Unione internazionale delle compagnie ferroviarie (UIC).
Nel corso del 2024 ANSFISA rilasciò alla nuova compagnia il certificato di sicurezza per operare sull'infrastruttura ferroviaria nazionale a nome di Longitude Holding S.r.l.

## Parco rotabili

### 2006-2011

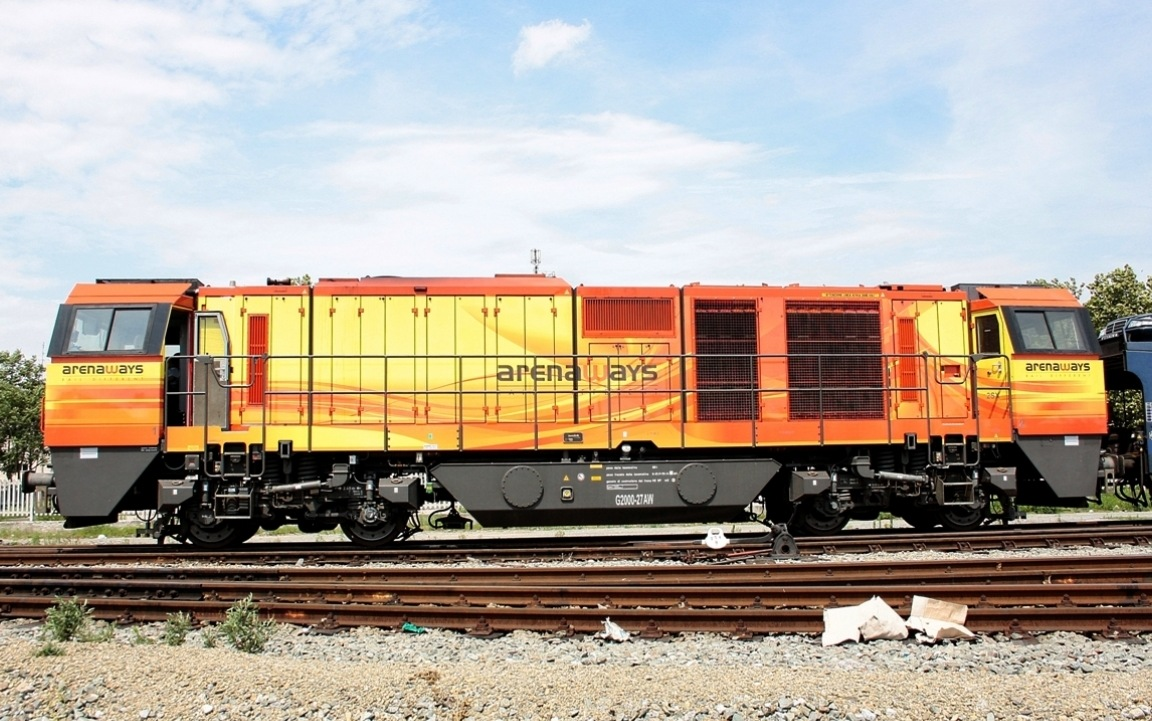
Locomotiva G 2000-27 ad Alessandria

Al 2011, il materiale rotabile era costituito da quattro locomotive E.483 prese a noleggio dalla società Alpha Trains, da tre locomotive Vossloh G2000 impiegate nei servizi di manovra e da due locomotive Bombardier E.484.
In un articolo pubblicato sul quotidiano La Stampa del 29 marzo 2010, Arenaways affermò di possedere quindici carrozze di tipo IC. Successivamente l'azienda comunicò che le carrozze per il servizio interregionale erano state assemblate da una società romena, la Astra Vagoane Călători SA. I primi cinque esemplari entrarono in Italia il 22 settembre 2010.
Una tipologia di carrozza, denominata "Unica", era allestita con un centro servizi, un negozio/bar per la vendita di prodotti tipici piemontesi (che potevano anche essere ordinati e poi ritirati con il treno del ritorno), un'emettitrice automatica di biglietti a bordo (acquistabili con contanti o carte prepagate dell'Arenaways), bagni spaziosi accessibili anche ai disabili. Fra i vari dispositivi tecnologici, innovativi per l'epoca, vi era una validatrice di biglietti a lettura ottica, una "impacchettatrice" per gli ombrelli bagnati, un lustrascarpe, un dispenser di poggiatesta monouso, un monitor montato nel bagno e una serie di led posizionati sopra ad ogni finestrino che cambiavano colore continuamente.
Fra le altre tipologie di carrozza furono annunciate:
- Carrozza letti "Dream", con 48 cabine (apribili con chiave magnetica) allestite con 2 letti (o singolo singolo), televisore LCD e bagno personale con doccia
- Carrozza "Relax", con 26 poltrone con schienale reclinabile elettricamente in stile business-class e deposito bagagli con antifurto
- Carrozza ristorante con 10 tavoli

### Dal 2024

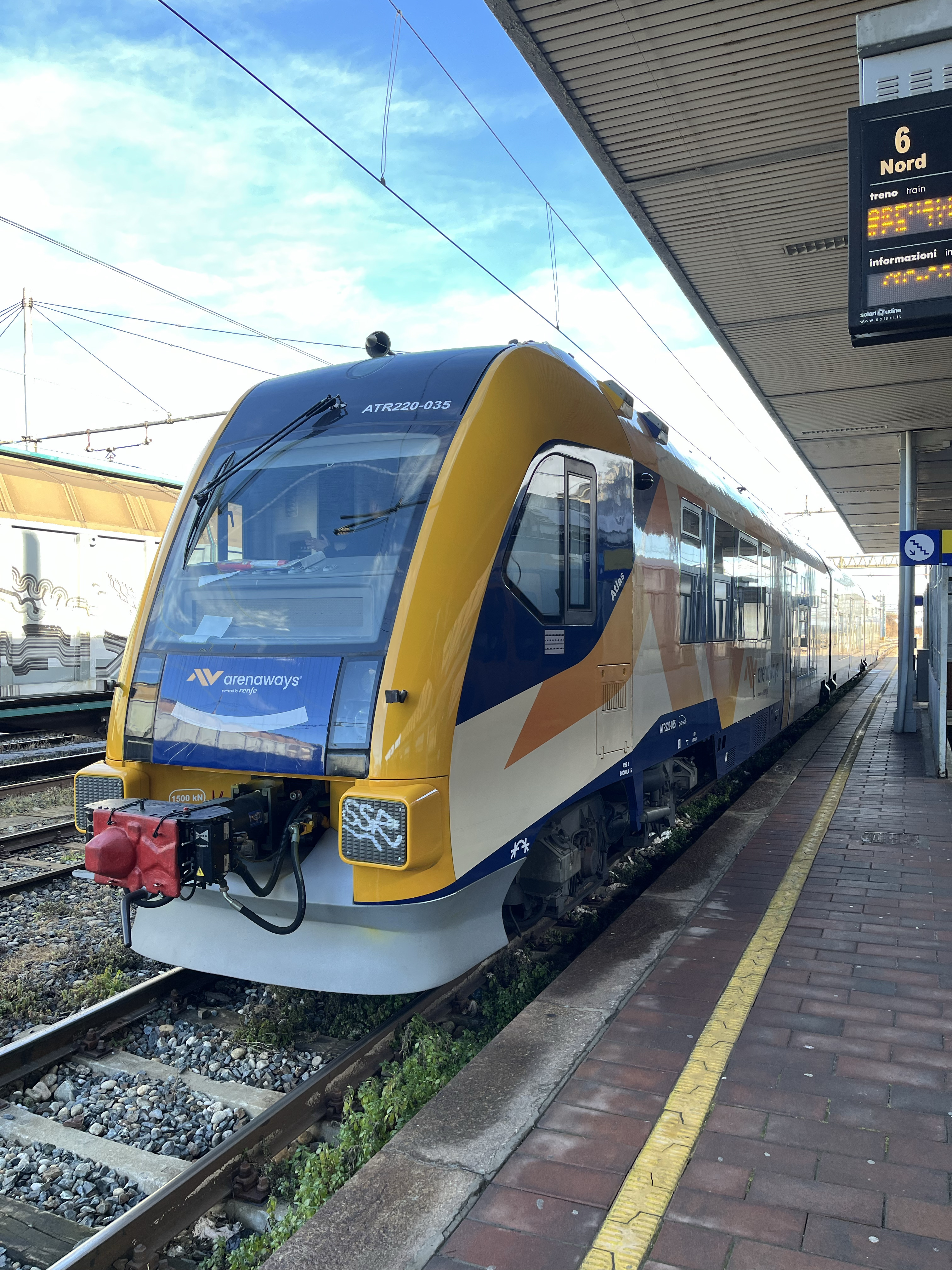
Un ATR 220 di Arenaways a Cuneo in partenza per Savigliano

A gennaio 2025 il parco rotabile di Arenaways è composto da 4 ATR 220, precedentemente utilizzati da Trenitalia-Tper. Tali mezzi sono stati sottoposti ad alcuni interventi di revamping a cavallo tra 2024 e 2025, come l'applicazione della nuova livrea sociale, l'installazione degli apparati per la fruizione del servizio Wi-Fi a bordo, e dei distributori di titoli di viaggio.
Il 25 gennaio 2025 gli ATR 220 hanno iniziato il servizio ferroviario viaggiatori di Arenaways sulla linea Cuneo-Saluzzo-Savigliano sulla quale era attivo il solo servizio merci da quando la Regione Piemonte aveva sospeso quello viaggiatori nel 2012, riattivata, dopo trattative tra regione Piemonte e RFI, e un finanziamento congiunto.

## Loghi

Logo in uso tra il 2006 e il 2012
Logo in uso dal 2024, con l'aggiunta della frase "powered by Renfe" ad indicare l'investimento dell'operatore spagnolo[59]